# Organisme de placement collectif
Un organisme de placement collectif est un organisme qui peut prendre différentes formes (fonds ou société) et qui vise à regrouper des ressources financières en vue de les gérer/investir.
Un OPC peut être un OPCVM : organisme de placement collectif en valeurs mobilières.